# Herfast
Pour les articles homonymes, voir Herfast (homonymie).
Herfast est un prélat chrétien mort en 1084. Il est évêque d'Est-Anglie de 1070 à sa mort. Son siège est d'abord situé à North Elmham, puis à Thetford.

## Biographie
Originaire du duché de Normandie, Herfast sert comme chapelain auprès du duc Guillaume le Conquérant. Après la conquête normande de l'Angleterre, en 1066, il apparaît en tant que chancelier sur plusieurs chartes émises par Guillaume en 1068 et 1069.
Plusieurs évêques anglais sont déposés en 1070, parmi lesquels l'évêque d'Elmham Æthelmær, dont le diocèse s'étend sur l'Est-Anglie. Herfast est choisi pour lui succéder. Il décide rapidement de déplacer le siège de son évêché, car l'église de North Elmham n'est pas suffisamment grande pour refléter son statut, et s'installe à Thetford. Il ambitionne de faire de l'abbaye de Bury St Edmunds son siège, mais ses ambitions sont déjouées par l'abbé Baudouin de Bury St Edmunds, qui fait appel à l'archevêque de Cantorbéry Lanfranc et au pape Alexandre II pour défendre son indépendance vis-à-vis de l'évêque. Le roi tranche leur querelle en faveur de l'abbaye en 1081.
Herfast meurt en 1084. Son conflit avec l'abbaye de Bury St Edmunds explique la mauvaise réputation posthume dont il souffre chez les chroniqueurs anglais, dont beaucoup sont des moines. Guillaume de Malmesbury le noircit en le décrivant comme un rustre dépourvu d'éducation. En revanche, l'archidiacre Hermann de Bury, qui a fait partie de l'entourage de Herfast avant de devenir moine, dresse un portrait plus indulgent de l'évêque, celui d'un homme bien intentionné mais égaré par de mauvais conseils.